# Johannes Frost

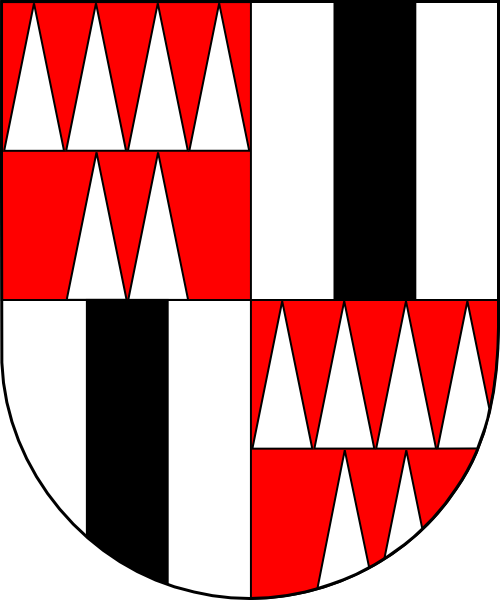
Johannes Frost, Bischof von Olmütz (1397–1403)

Johann(es) Frost (auch: Johannes XI. Mráz; tschechisch: Jan XI. Mráz; † vor dem 22. Juli 1403) war ernannter Bischof von Merseburg, Bischof von Lebus und Bischof von Olmütz.

## Leben
Johannes Frost stammte aus Skotschitz (Skočice) bei Klattau in Westböhmen, wo seine Familie dem niederen Landadel angehört haben soll. Er war Vertrauter des Königs Wenzel und seit 1386 Propst von Zderaz sowie zeitweise auch Propst des Kollegiatstiftes St. Peter und Paul in Vyšehrad. 1390 ernannte ihn Papst Bonifaz IX. zum Bischof von Merseburg. Da das dortige Domkapitel die Zustimmung zu der Ernennung verweigerte, konnte Johannes das Amt nicht antreten. Deshalb versetzte ihn der Papst zwei Jahre später auf Wunsch des Königs nach Lebus. Als Bischof von Lebus gründete er 1396 das Kartäuserkloster in Frankfurt (Oder) und war im Auftrag des Königs an politischen Verhandlungen beteiligt.
Obwohl das Olmützer Domkapitel nach dem Tod des Bischofs Nikolaus von Riesenburg 1397 Latzek von Krawarn zu seinem Nachfolger wählte, setzte König Wenzel seinen Kandidaten Johannes Frost durch, von dem er hoffte, dass er sich gegen die Bestrebungen der Luxemburger Jost und Sigismund zur Separation Mährens wenden werde.
Nach seinem Amtsantritt wurde Johannes mit den wirtschaftlichen Problemen der verschuldeten Diözese konfrontiert. Trotz seiner Zusage konnte er die ausstehenden Schulden (Servitien), die er von seinen Vorgängern übernommen hatte, nicht bezahlen, so dass er weitere Bischofsgüter verpfänden musste. 1399 verwendete er das Geld einer Selbsthilfeanleihe zweckentfremdet für die Bezahlung des bischöflichen Heeres und wurde daraufhin des Diebstahls und der Untreue verdächtigt. Gleichzeitig exkommunizierte er Markgraf Prokop, der mit Hilfe seiner Gefolgsleute den kirchlichen Besitz ausgeplündert haben soll.
Auf einer Diözesansynode, die er 1400 nach Kremsier einberief, wurden auch Statuten für den Klerus erlassen, dem u. a. einfache Kleidung vorgeschrieben und das Tragen von Waffen verboten wurde. Außerdem sollten die Pfarrer ein amtliches Siegel verwenden und ihre Pfründen nicht ohne bischöfliche Erlaubnis tauschen. Zudem wurde die Verehrung der mährischen Patrone Cyrill und Method und der hll. Christina und Cordula empfohlen.
Johannes Todesdatum und -ort sind nicht bekannt. Sein Leichnam wurde im Olmützer Dom beigesetzt.